# Zhao Rukuo
Zhao Rukuo (chinês simplificado: 赵汝适; chinês tradicional: 趙汝適; pinyin: Zhào Rǔkuò; 1170–1231), também romanizado como Zhao Rugua, Chau Ju-kua ou, erroneamente, como Zhao Rushi, foi um funcionário do governo e escritor chinês durante a dinastia Song. Ele escreveu uma obra em dois volumes intitulada Zhu Fan Zhi (Descrição dos Povos Bárbaros). O livro trata do mundo conhecido pelos chineses nos séculos XII e XIII. O primeiro volume é uma lista de locais estrangeiros com descrições sobre cada um e os costumes de seus habitantes. O segundo volume é um catálogo de mercadorias comercializadas.

## Biografia
Zhao era membro do clã imperial da dinastia Song, sendo um descendente de oitava geração do imperador Taizong, por meio do irmão mais novo do imperador Zhenzong.
Nasceu no condado de Tiantai, na cidade de Taizhou, província de Zhejiang, em 1170. Iniciou sua carreira burocrática em 1190 e ascendeu gradualmente na administração. Em 1224, foi nomeado supervisor do comércio marítimo (shibo si, 市舶司) em Quanzhou, na província de Fujian. Também exerceu os cargos de prefeito de Quanzhou e administrador regional do sul. Faleceu em 1231 e foi sepultado no condado de Linhai, em Zhejiang.

## Zhu Fan Zhi

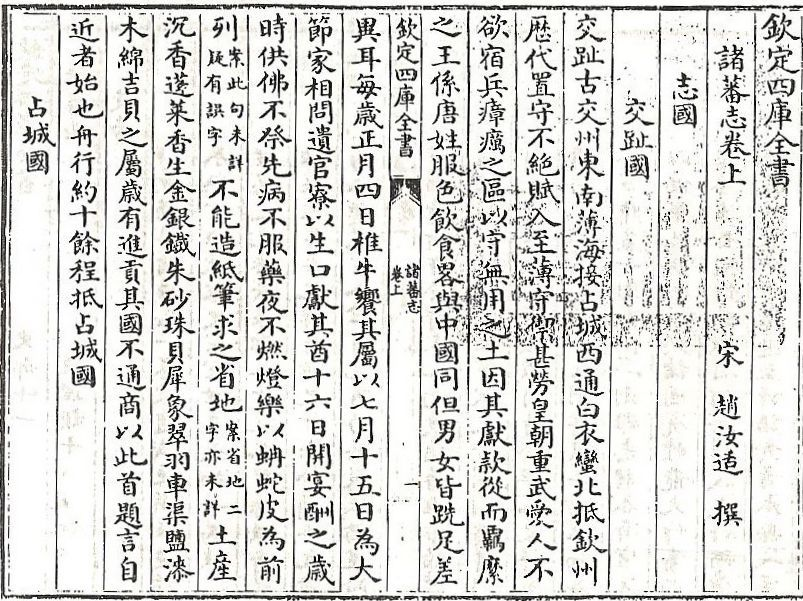
Uma página de Zhu Fan Zhi

Durante sua atuação em Fujian, Zhao teve contato com mercadorias oriundas de diversos países e conheceu comerciantes estrangeiros, dos quais colheu informações sobre diferentes regiões do mundo. Ele também estudou mapas e, com base nessas fontes, escreveu a obra, que foi concluída por volta de 1225. Muitos dos verbetes de Zhu Fan Zhi utilizam informações de uma obra anterior de 1178, Lingwai Daida, do geógrafo Zhou Qufei (周去非). No entanto, uma parte significativa do conteúdo foi obtida diretamente de comerciantes chineses e estrangeiros com quem Zhao conversou.
Embora nunca tenha viajado para fora da China, Zhao compilou dados importantes sobre diversos países do século XIII, tornando sua obra uma fonte valiosa para estudiosos modernos. O livro menciona lugares próximos, como o Japão, reinos do Sudeste Asiático como Srivijaya e Brunei, regiões da Índia, o mundo islâmico incluindo a Arábia e Meca, partes da África e até o sul da Espanha.